# Třída Roland Morillot
Třída Roland Morillot byla třída oceánských ponorek francouzského námořnictva. Celkem bylo objednáno třináct jednotek této třídy, z toho rozestavěno bylo pouze pět a dokončena žádná. Jejich dokončení zabránilo vypuknutí druhé světové války.

## Pozadí vzniku
Celkem bylo objednáno třináct jednotek této třídy, která byla vylepšeným derivátem třídy Redoutable. První byla objednána v rámci programu pro rok 1934, druhá v programu pro rok 1937, tři v programu pro rok 1938 a osm v programu pro rok 1940. Rozestavět se podařilo pouze pět člunů. Do jejich stavby se zapojily dvě loděnice. Čtyři ponorky rozestavěla loděnice Arsenal de Cherbourg v Cherbourgu a jednu loděnice Ateliers et Chantiers Dubigeon v Nantes. Na vodu byla spuštěna pouze prototypová ponorka Roland Morillot, a to pouze, aby byla hned poté potopena. Dokončena nebyla žádná.
Jednotky třídy Roland Morillot:
| Jméno                  | Loděnice                       | Založení kýlu | Spuštěn         | Vstup do služby | Osud                                                      |
| ---------------------- | ------------------------------ | ------------- | --------------- | --------------- | --------------------------------------------------------- |
| Roland Morillot (Q191) | Arsenal de Cherbourg           | 1937          | 19. června 1940 | –               | Po spuštění potopena vlastní posádkou, aby nebyla zajata. |
| La Praya (Q198)        | Arsenal de Cherbourg           | 1938          | –               | –               | Dne 19. června 1940 zničena v loděnici.                   |
| La Martinique (Q199)   | Arsenal de Cherbourg           | 1938          | –               | –               | Dne 19. června 1940 zničena v loděnici.                   |
| La Guadeloupe (Q204)   | Ateliers et Chantiers Dubigeon | –             | –               | –               | Stavba zrušena před založením kýlu.                       |
| La Réunion (Q205)      | Arsenal de Cherbourg           | –             | –               | –               | Stavba zrušena před založením kýlu.                       |

## Konstrukce
Ponorky měly dvoutrupou koncepci. Čtyři 550mm torpédomety byly příďové uvnitř tlakového trupu. Další čtyři 550mm torpédomety byly externí otočné a zbývající dva 550mm torpédomety byly rovněž externí otočné, ale doplněné ještě dvěma 400mm torpédomety bez možnosti přebití. Neseno mělo být až 21 torpéd hlavní ráže. Hlavňovou výzbroj tvořil jeden 100mm kanón a dva 13,2mm kulomety. Pohonný systém tvořily dva diesely o výkonu 12 000 bhp a dva elektromotory o výkonu 2300 bhp, pohánějící dva lodní šrouby. Nejvyšší rychlost měla dosahovat 22 uzlů na hladině a devět uzlů pod hladinou. Plánovaný dosah byl 10 000 námořních mil při rychlosti deset uzlů na hladině. Operační hloubka ponoru byla 100 metrů.